# Phim hành động
Phim hành động cũng gọi là phim hoạt động (tiếng Anh: Action film) là một thể loại điện ảnh trong đó một hoặc nhiều nhân vật anh hùng bị đẩy vào một loạt những thử thách, thường bao gồm những kì công vật lý, các cảnh hành động kéo dài, yếu tố bạo lực và những cuộc rượt đuổi điên cuồng. Phim hành động có xu hướng mô tả một nhân vật có tài xoay xở đấu tranh chống lại những xung đột không tưởng, bao gồm các tình huống đe dọa đến tính mạng, một phản diện hay một sự theo đuổi mà thường kết thúc trong thắng lợi cho anh hùng.
Những tiến bộ trong công nghệ CGI đã khiến thể loại phim này rẻ và dễ dàng hơn để tạo ra các cảnh hành động và những hiệu ứng hình ảnh khác, yêu cầu sự nỗ lực của những đội đóng thế chuyên nghiệp trong quá khứ. Tuy nhiên phản ứng tới những bộ phim hành động có sử dụng số lượng đáng kể của CGI đã được pha trộn như những bộ phim sử dụng đồ họa máy tính để tạo ra sự phi hiện thực, những trường hợp không tưởng thường gặp phải sự chỉ trích.